# Музей «Кон-Тики»
Музей Кон-Тики (норв. Kon-Tiki Museet) — музей, посвящённый  жизни и деятельности Тура Хейердала. Был открыт 15 мая 1950 года. Расположен в Осло на полуострове Бюгдёй, рядом с музеем Фрама и Норвежским морским музеем. Главным экспонатом музея является плот «Кон-Тики», на котором Тур Хейердал в 1947 году пересёк Тихий океан.

## Экспозиция

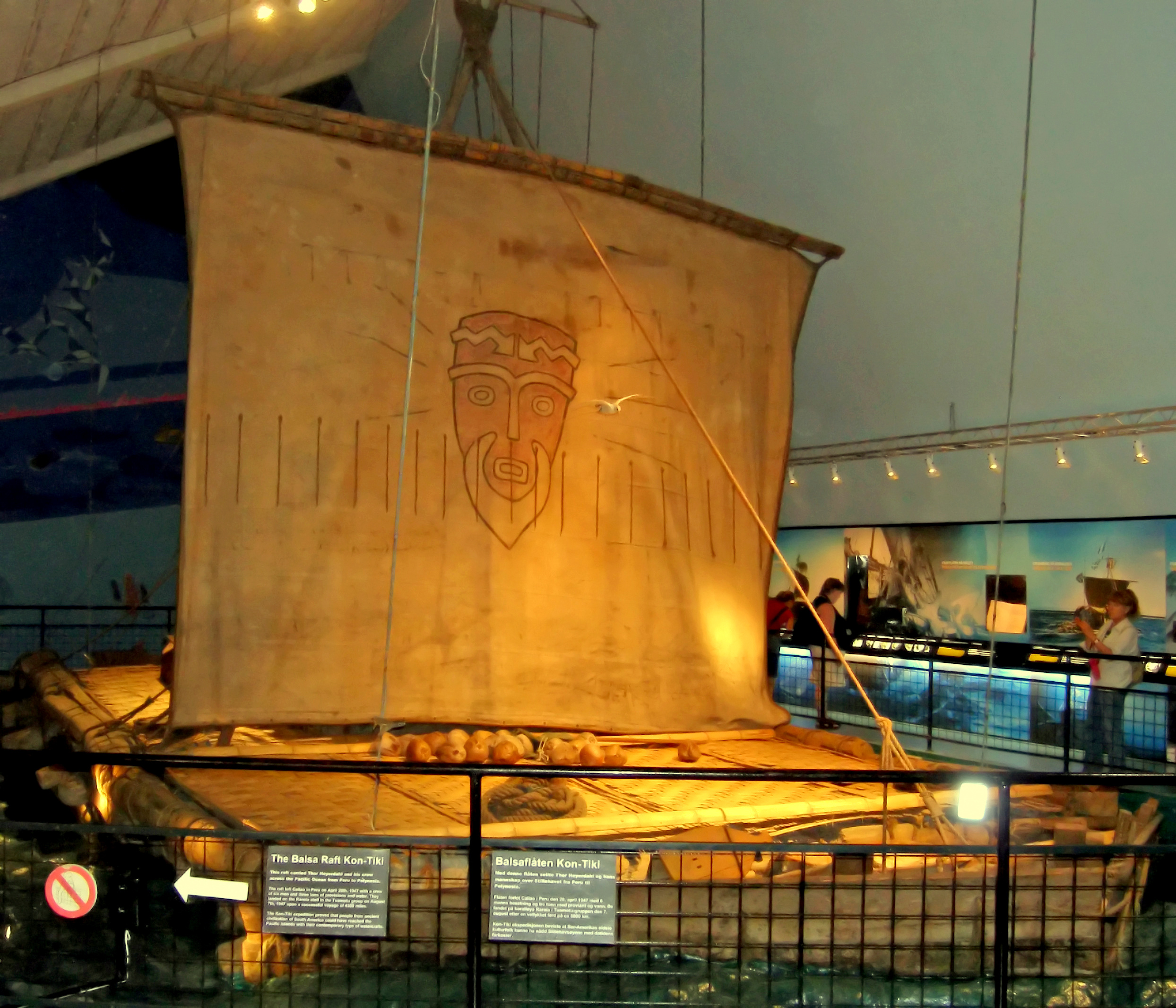
Плот «Кон-Тики»

Экспозиция музея представляет суда и предметы, использовавшиеся во время всех экспедиций Тура Хейердала — «Кон-Тики», «Фату-Хива» и «Ра II», а также путешествия на остров Пасхи. Кроме того, в музее есть специальное помещение для проведения временных выставок. Часть экспозиции — 30-метровая выставка пещер — построена по подобию пещер на острове Пасхи. Подводная часть экспозиции музея изображает сцену из экспедиции на плоту «Кон-Тики», когда под плотом шныряли рыбы разнообразных видов, в том числе крупнейший представитель ихтиофауны — китовая акула. Также при музее есть кинотеатр и сувенирный магазин.

## История
После возвращения плота «Кон-Тики» на родину норвежцы решили в 1949 году соорудить для него новый дом на полуострове Бюгдёй за пределами Осло. Основателями музея были Тур Хейердал и один из членов экспедиции «Кон-Тики» Кнут Хёугланн, который более 40 лет был директором музея. Ежегодно музей Кон-Тики посещают около 200 000 человек, а всего с момента открытия музей посетили более 15 млн посетителей со всего мира.

## Практическая информация
- Музей открыт круглый год без выходных, кроме 25 декабря, 31 декабря, 1 января, 17 мая (День Конституции Норвегии).
- Входной билет стоит 120 крон для взрослых и 50 крон для детей от 6 до 15 лет, существуют скидки для студентов, пенсионеров, школьных классов и групп.
- Добраться до музея можно на пароме или на автобусе № 30, отправляющемся каждые 15 минут из центра города.